# Scala Shepard
La scala Shepard, da Roger Shepard che l'ha ideata, è un esempio di illusione uditiva che appare come un tono eternamente ascendente (o discendente). L'effetto viene ottenuto suonando simultaneamente una stessa scala in ottave diverse; allo stesso tempo si varia l'intensità di  note corrispondenti, in modo che tale intensità in un'ottava diminuisca e in un'altra aumenti. 
Come esempio concettuale di una scala Shepard ascendente, il primo tono potrebbe consistere in un Do3 quasi inaudibile sommato a un forte Do4 dell'ottava superiore. Il tono successivo sarebbe un Do♯3 leggermente più forte con un Do♯4 leggermente meno forte; il successivo sarebbe un Re3 ancora più forte con un Re4 ancora meno forte. 
Le due note avrebbero uguale intensità al centro dell'ottava (F♯3 e F♯4); il dodicesimo tono sarebbe composto da un forte Si3 e da un Si4 quasi inaudibile, con l'aggiunta di un Si2 anch'esso quasi inaudibile. Il tredicesimo tono sarebbe quindi uguale al primo, e il ciclo potrebbe continuare all'infinito.
Douglas Hofstadter, nel suo libro del 1979 Gödel, Escher, Bach: An Eternal Golden Braid (uscito in Italia col titolo Gödel, Escher, Bach: un'Eterna Ghirlanda Brillante) scrisse che nell'esecuzione del brano da lui detto "Canone eternamente ascendente" (Canone a 2, per tonos facente parte dell'Offerta Musicale di Johann Sebastian Bach) si potrebbe utilizzare la scala Shepard per fare in modo che la modulazione abbia termine nella stessa ottava di partenza anziché in quella superiore.
Il principio della scala di Shepard è stato utilizzato, in musica moderna, ad esempio dai Pink Floyd, alla fine della suite Echoes contenuta nell'album Meddle e nel brano I Am the Walrus dei Beatles, ma anche da Hans Zimmer nella colonna sonora del film Dunkirk di Christopher Nolan.